# 长沙镇 (赤水市)
长沙镇，是中华人民共和国贵州省遵义市赤水市下辖的一个乡镇级行政单位。

## 行政区划
长沙镇下辖以下地区：
黔和社区、赤岩村、笃睦村、长沙村、高洞村、长兴村和石场村。